# Tito Gobbi
Tito Gobbi (Bassano del Grappa, 24 de octubre de 1913-Roma, 5 de marzo de 1984) fue un barítono italiano de reputación internacional.

## Biografía
Tito nació en Bassano del Grappa y estudió leyes en la Universidad de Padua antes de iniciar su preparación como cantante en Roma con Giulio Crimi. 
Hizo su debut operístico en Gubbio (Umbría) en 1935 como Rodolfo en La sonnambula de Vincenzo Bellini. En 1936 consiguió el primer premio en el concurso internacional de Viena y en 1937 es el laureado del concurso de la escuela de La Scala de Milán. El mismo año, estrena el papel de Germont de Traviata de Verdi en Roma. 
Aborda papeles wagnerianos y la Salomé Richard Strauss. En 1942, canta Wozzeck de Alban Berg, en la primera representación italiana de la ópera de Berg. Debutó en La Scala de Milán con el rol de Belcore en L'elisir d'amore de Donizetti.
Después de la Segunda Guerra Mundial, comenzó a actuar internacionalmente en ciudades tales como Estocolmo (1947), Londres (1948), San Francisco (1948, como Figaro), Salzburgo (1950, como Don Giovanni), Covent Garden (1951, como Belcore) y Chicago (1953). Roma sería la base de Tito para muchas de sus producciones entre los años 50 y 60. Entre 1954 y 1973 canta regularmente en la Ópera lírica de Chicago y, como invitado, en los teatros de ópera de París, Múnich, Hamburgo o Stuttgart. 
En 1952 abrió la temporada de La Scala con Ford (Falstaff de Verdi). Debutó en el Metropolitan en 1956, en el papel que quizá haya cosechado mayores éxitos de público, el de Scarpia en Tosca. En 1957, encarnó a Falstaff de Verdi en Salzburgo bajo la dirección de Herbert von Karajan. En 1958 realizó en Covent Garden un memorable Rodrigo, marqués de Posa en el Don Carlos, con la puesta en escena de Luchino Visconti. 
Cantó el papel de Barón Scarpia en la producción de Franco Zeffirelli (1964) de la ópera de Puccini Tosca en Covent Garden con Maria Callas en el rol protagonista. El acto II de esta producción se retransmitió por la televisión británica, y hoy en día se conserva en vídeo y DVD. Esta grabación se volvió histórica, por tratarse de uno de los pocos registros en video disponibles de la cantante y terminó contribuyendo de forma significativa a la popularidad del barítono.
Gobbi y Callas había interpretado previamente estos papeles en la grabación clásica de EMI, de 1953, con Giuseppe di Stefano como Mario Cavaradossi y dirigiendo la orquesta, Victor de Sabata. Este disco de 1953 ha sido editado tanto en LP como en CD y está considerada por muchos la mejor grabación  hecha de una ópera completa. Se dejó de editar solo una vez, después de que María Callas volviera a grabar ese papel en estéreo en 1964, pero la versión mono de 1953 pronto fue reeditada y es una que sigue apareciendo hoy en día, pues Callas tiene mejor voz en aquella. Se considera una de las mejores interpretaciones tanto de Callas como de Gobbi. Era amigo íntimo y admirador de Callas, y fue entrevistado varias veces sobre sus colaboraciones.
En años posteriores se estableció en la Ópera Lírica de Chicago. A partir de los años sesenta del siglo XX se dedicó igualmente a la dirección, especialmente para la Chicago Opera House; estuvo involucrado en la dirección de escena, siendo un ejemplo de esta labor su producción de Simón Boccanegra en 1965, en la Royal Opera House de Londres. 
Tuvo una hija con su esposa Tilda, Cecilia. Ésta se encarga de la Associazione Musicale Tito Gobbi, una organización dedicada a conservar y celebrar el registro de las contribuciones de Gobbi a la ópera.
Se retira del mundo de la ópera en 1979 y publica su autobiografía Tito Gobbi: Mi vida (1979) y Tito Gobbi y su mundo de la ópera italiana (1984). Es hermano político del bajo búlgaro Boris Christoff.

## Voz y papeles destacados
Tito Gobbi se encuentra entre los más destacados barítonos italianos de su generación, destacable por la sutil manera en que actuaba con su voz y por el cortante acento de su fluida voz de barítono. Se dedicó intensamente a su formación musical, dominando con seguridad las técnicas vocales requeridas para una carrera lírica de nivel internacional. Su timbre no era particularmente agradable, ni su voz tenía un alcance inusual, pero compensaba estas limitaciones con un espectacular trabajo en escena. Si se le reconoce como uno de los grandes barítonos del siglo XX, es particularmente por sus habilidades dramáticas, que pueden comprobarse, por ejemplo, en el referido vídeo del segundo acto de Tosca.
Figura notable del canto italiano, fue uno de los más célebres barítono de su generación. Tuvo una ruinosa voz para el repertorio belcantista, verdiano y verista. Normalmente se le asocia a estas óperas, pero interpretó más de un centenar de personajes diferentes, entre ellas obras poco representadas en el circuito internacional, tales como Écuba de Malipiero o La locandiera de Persico, además de obras de Ermanno Wolf-Ferrari, Ildebrando Pizzetti y Alban Berg, entre otros. 
De todas formas, sus actuaciones más célebres permanecen las que realizó en la Scala en los años cincuenta, usualmente teniendo por compañeros de escena a dos de los mejores cantantes del siglo, Maria Callas y Giuseppe Di Stefano. Es notable su Iago en la opera Otello de Verdi, acompañado de Mario Del Mónaco como Otello en los años 1959, 1960, 1962, 1966 entre otras representaciones, siendo ambos asiduos compañeros en la representación de tal opera. 
Entre sus principales personajes están Don Giovanni, Fígaro, Rigoletto, Macbeth, Boccanegra, Posa, Falstaff, Scarpia, Gianni Schicchi, Iago, Germont, Amonasro o Nabucco.

## Grabaciones

### Óperas
- Puccini: Tosca, dirigida por Victor de Sabata, con María Callas y Giuseppe Di Stefano, La Scala, 1953. Considerada por muchos grabación de referencia de esta ópera. Es sin duda su grabación más destacada, considerada de excelente calidad por la Guía Penguin.
- Leoncavallo: I Pagliacci, dirigido por Tullio Serafín, con María Callas, Giuseppe Di Stefano y Rolando Panerai. La Scala (EMI, 1954).
- Rossini: El barbero de Sevilla, dirigido por Alceo Galliera, con María Callas y Luigi Alva, Philarmonia Orchestra, 1958.
- Verdi:
  - Falstaff, dirigido por Herbert von Karajan, con Luigi Alva, Fedora Barbieri, Anna Moffo, Rolando Panerai, Elisabeth Schwarzkopf, Philharmonia Orchestra, 1956.
  - Un ballo in maschera, dirigido por A. Votto, con Giuseppe di Stefano, Maria Callas, F. Barbieri, E. Ratti, Orquesta y coro del Teatro La Scala de Milán (EMI, 1956).
  - Simon Boccanegra, dirigido por Gabriele Santini, con Boris Christoff y Victoria de los Ángeles, Orquesta y coro de la Ópera de Roma (EMI, 1957).
  - Otello, dirigida por T. Serafín, con Jon Vickers y Leonie Rysanek, Ópera de Roma, 1960.
  - Nabucco, dirigido por Lamberto Gardelli, con E. Suliotis, B. Prevedì, C. Cava, D. Carral, Orquesta y coro de la Ópera de Viena (Decca, 1965).

### Grabaciones audiovisuales
Apareció en 25 películas, tanto como cantante como actor. La mayor parte de ellas eran versiones cinematográficas de óperas de compositores como Verdi, Puccini y Rossini. Entre ellas, destacan:
- Tragedia y triunfo de Giuseppe Verdi (1953)
- Eldfågeln (El pájaro de fuego, 1952)
- Pagliacci (1947)
- Maria Callas at Covent Garden (1964), producción para televisión, dirigida por Franco Zeffirelli.